# اثر بارنوم
اثر بارنوم (به انگلیسی: Barnum effect) یا اثر فورر یا در مواردی اثر بارنو فورر، یک پدیده روان‌شناختی رایج است که در آن به نظر می‌آید افراد در حال توصیف شدن به وسیله خصایص شخصیتی هستند که تنها برای آنها کاربرد دارد، اما در حقیقت این خصایص مبهم بوده و برای طیف گسترده‌ای از مردم صادق است. این اثر می‌تواند توضیح جزئی برای پذیرش گسترده‌ای از برخی از باورهای پارانرمال و شیوه‌هایی مانند طالع‌بینی، اختربینی، فال‌بینی، هاله‌بینی و برخی از انواع آزمون‌های شخصیتی ارائه دهد.
این خصوصیات و توصیفات کلی اغلب توسط به کار گیرندگان به عنوان یک روش متداول برای متقاعد کردن افراد، مورد استفاده قرار می‌گیرد و به صورت یک «حقیقت خاص» و غیر کلی برای آن‌ها جلوه می‌کند. از آنجا که اظهارات عنوان شده بسیار مبهم هستند، فرد برداشتی شخصی از آن توصیفات در ذهن می‌پروراند و بیانات را موضوعی «شخصی» می‌داند. اگر ارائه دهندهٔ توصیفات و ارزیابی‌های شخصیتی، به عنوان فردی متبحر و بسیار حرفه ای معرفی گردد، افراد بیشتر احتمال دارد که توصیفات منفی شخصیتی را نیز پذیرا باشند.
روانشناس آمریکایی برترام فورر در اصل آن را «سفسطه اعتبار شخصی» نامگذاری کرد. اصطلاح «اثر برونوم» در سال ۱۹۵۶ توسط روانشناس پال میل در مقاله خود «خواستار - یک کتاب آشپزی خوب» ساخته شده‌است؛ زیرا او توصیفات شخصیتی مبهم مورد استفاده در آزمون‌های روانشناختی خاص «کاذب موفق» را با نمایش‌های صاحب سیرک، پ. ت. بارنوم که به داشتن «چیزی برای همه» مشهور بوده‌اند، شبیه می‌داند.
اثر بارنوم در حالت‌های زیر شدیدتر است:
- گفته شود که توصیف کلی به‌طور خاص برای همان شخص است.
- شخصی که توصیف را بیان می‌کند نزد دریافت‌کننده دارای اقتدار باشد.
- توصیف‌ها — بدون زیاده‌روی — تنها به بیان موضوعات مثبت بپردازند.